# Nyenskans
Nyenskans (svensk: Nyenskans, finsk: Nevanlinna, russisk: Ниенша́нц men almindeligvis kendt som Канцы i 1600-tallet) var en svensk fæstning opført som støttepunkt i forsvaret af Ingermanland, beliggende ved Nevas udløb i Finske bugt. Den lå på et næs, som dannedes der, hvor den lille å Okhta (svensk: Svartbäck, Sortebæk) flyder ud i Neva. I tilknytning til fæstningen byggedes byen Nyen. Rester af befæstningen kan endnu ses på Nevas nordøstlige strand efter passage af broen i Nevskij Prospekts østre del.

## Forgængere
Byggeriet af Nyenskans påbegyndtes i 1611, men arbejdet gik langsomt. En tidligere svensk fæstning havde ligget på samme sted i middelalderen. I 1299 havde Torgils Knutsson opførte et forsvarsværk ved navn Landskrona på en holm i Neva, men denne var dog allerede i 1301 blevet ødelagt af russerne. Formentlig var det på den samme holm, at svenskerne i 1573 og 1583 påbegyndte opførelsen af de nye befæstninger, som senere fandt deres fortsættelse i den år 1611 opførte Nyenskans. Fæstningsanlæggene var i alle tilfælde blevet opførte for at holde russerne væk fra Østersøen og for at opretholde kontrol over handelen med Rusland. Selve befæstningen kom til at ligge på Ochtas sydlige strand og byen på den nordlige.
Under krigen i 1656 indtog russerne fæstningen, dræbte byens indbyggere og afbrændte husene. Samme år generobrede Gustaf Eriksson Horn byen. Russerne havde overgivet fæstningen. Nyenskans hentede sig snart fra krigens ødelæggelser.
Under Store nordiske krig påbegyndte russerne i foråret 1703 et angreb mod Nyenskans og opfordrede fæstningens forsvarere at kapitulere. I fæstningen fandtes kun en besætning på cirka 600 svenske soldater, og efter et par dages bombardement var de rede til at indgå en våbenhvile i maj 1703. Fæstningens krudtforråd var ligeledes blevet ramt og var eksploderet. Dette sammen med russernes store overmagt - de var 20.000 - gjorde forsvarerne nedtrykte. Trolig var de fleste byboere flygtede allerede tidligere.

## Efter Store Nordiske Krig
Zar Peter den store gav senere ordre til, at den svenske befæstning skulle nedrives. Stenene skulle i stedet føres til øen Hareøen nærmere ved flodens munding – stedet, hvor Sankt Petersborg blev grundlagt. Af Nyenskans blev så godt som intet tilbage, omend den imponerende lysekrone, der havde hængt i dens kirke, nu findes i Finska Kyrkan i Stockholm.
De sidste spor af fæstningen fjernedes i midten af 1900-tallet.

## Mindesmærke og museum
Den 15. juni 2000 blev på initiativ af Rikard Högberg rejst et monument til minde om Nyenskans i Sankt Petersburg på stedet, hvor den tidligere befæstning havde ligget. I maj 2003, i forbindelse med Sankt Petersburgs 300-årsjubileum, åbnedes tillige et museum for Nyenskans på stedet.